# Iván Polbin
Iván Semiónovich Polbin (en ruso: Ива́н Семёнович По́лбин; Polbino, Imperio ruso, 27 de enero de 1905 – Breslavia, Alemania nazi, 11 de febrero de 1945) fue un oficial militar de la Fuerza Aérea Soviética y dos veces Héroe de la Unión Soviética quien promovió el uso de técnicas de bombardeo en picado durante la Segunda Guerra Mundial. A pesar de su rango de mayor general volaba regularmente en combate, murió en acción mientras dirigía un grupo de bombarderos en picado Pe-2 en una misión de combate sobre Breslavia.

## Biografía

### Infancia y juventud
Polbin nació el 27 de enero de 1905 en una prisión en la localidad de Polbino —en esa época situado en la gobernación de Simbirsk en el Imperio ruso, actualmente ubicado en la óblast de Uliánovsk en Rusia—. Antes de graduarse de su noveno grado en la escuela en 1926, se mudó de su ciudad natal y entre 1918 y 1920 trabajó en una estación de tren. Después de terminar la escuela, trabajó como secretario de un comité del Komsomol y en una biblioteca. Antes de ingresar al ejército, fue miembro de un grupo de entusiastas de la aviación, aunque inicialmente se consideró que no estaba en condiciones de volar porque no podía mover el dedo meñique de su mano derecha.

### Periodo de entreguerras
Después de ingresar en el Ejército Rojo en 1927, se entrenó para convertirse en comandante de pelotón y fue asignado al 130.º Regimiento de Fusileros, pero pronto fue puesto en licencia de largo plazo en noviembre de 1928. Durante su permiso continuó soñando con la aviación y finalmente volvió a presentar su solicitud para asistir a una escuela de vuelo, que fue aceptada, por lo que después de reingresar en el ejército en agosto de 1929 comenzó a entrenarse en la Escuela de Aviación Volsky.
Después de graduarse en diciembre de 1930, asistió a la Escuela de Pilotos de Aviación Militar de Orenburgo durante un año antes de convertirse en instructor de vuelo en la Escuela de Pilotos de Aviación Militar de Járkov. En julio de 1943 fue asignado al 115 ° Escuadrón de Aviación, donde permaneció hasta junio de 1936 cuando fue transferido al 102.º Escuadrón de Aviación Pesada, que estaba equipado con el bombardero pesado Túpolev TB-3. En la primavera de 1938 se convirtió en comandante de escuadrón del 32.º Regimiento de Aviación de Bombardeo de Alta Velocidad.

### Batalla de Jaljin Gol
En junio de 1939, participó en la batalla de Jaljin Gol, donde realizó diecinueve misiones de combate como comandante de escuadrón en un bombardero Túpolev SB con el 150.º Regimiento de Bombarderos de Alta Velocidad. Su escuadrón no perdió ni un solo avión durante la batalla. Tras su regreso a la URSS en septiembre, permaneció en el regimiento y en febrero de 1940 fue ascendido a comandante del regimiento.

### Segunda Guerra Mundial
La unidad de Polbin fue enviada al frente occidental en julio de 1941, poco después del comienzo de la invasión alemana de la Unión Soviética. A pesar de su alto cargo como comandante del regimiento, pronto realizó suficientes misiones de combate como para ser nominado al título de Héroe de la Unión Soviética, aunque la primera nominación fue rebajada a la Orden de la Bandera Roja. El 15 de julio de 1942 voló en una misión muy exitosa que destruyó un depósito de combustible en Morózovsk, lo que detuvo el avance una división panzer. Menos de un mes después fue nominado nuevamente para el título de Héroe de la Unión Soviética por realizar 107 misiones, galardón que le fue otorgado el 23 de noviembre de 1942; para entonces su unidad había recibido la designación de guardias y había sido rebautizada como el 35.º Regimiento de Bombardeo de la Guardia, pero ya no estaba al mando de la misma ya que renunció al mando del regimiento para un ascenso en septiembre. Entre septiembre y noviembre de 1942 ocupó el cargo de subjefe de la inspección de bombarderos y aviones de reconocimiento de la Fuerza Aérea, y desde entonces hasta enero fue subjefe de inspección de vuelo.
Antes de convertirse en comandante de la 301.ª División de Aviación de Bombarderos en febrero, estudió y perfeccionó tácticas de vuelo para misiones en el bombardero en picado Pe-2. A pesar de los frenos de aire más débiles del Pe-2 soviético en comparación con el Ju 87 alemán, Polbin logró alcanzar un ángulo de inmersión de 80.º, algo que muy pocos pilotos pudieron replicar. Enseñó a otros pilotos cómo volar el Pe-2, instruyéndolos tanto en el entrenamiento en tierra como mientras volaba con nuevos pilotos en vuelos de práctica. Después de convertirse en comandante de división, continuó entrenando pilotos además de volar en numerosas misiones de combate, incluso después de convertirse en comandante del 1.er Cuerpo de Aviación de Bombarderos; la unidad recibió la designación de guardias en mayo de 1944 y pasó a llamarse 2.do Cuerpo de Aviación de Bombarderos de la Guardia y en diciembre de ese mismo año pasó a llamarse 6.º Cuerpo de Aviación de Bombarderos de la Guardia. Durante sus misiones de combate, atacó estaciones de tren, aeródromos y otros objetivos del Eje, además de enfrentarse a bombarderos en picado alemanes.
Un día antes de su muerte fue nominado para una segunda Estrella de Oro de Héroe de la Unión Soviética, por haber volado 157 misiones de combate y haber participado en importantes batallas, incluidas las de Moscú, Smolensk, Stalingrado, Kursk, Járkov, el Dniéper, Kirovogrado y Leópolis.

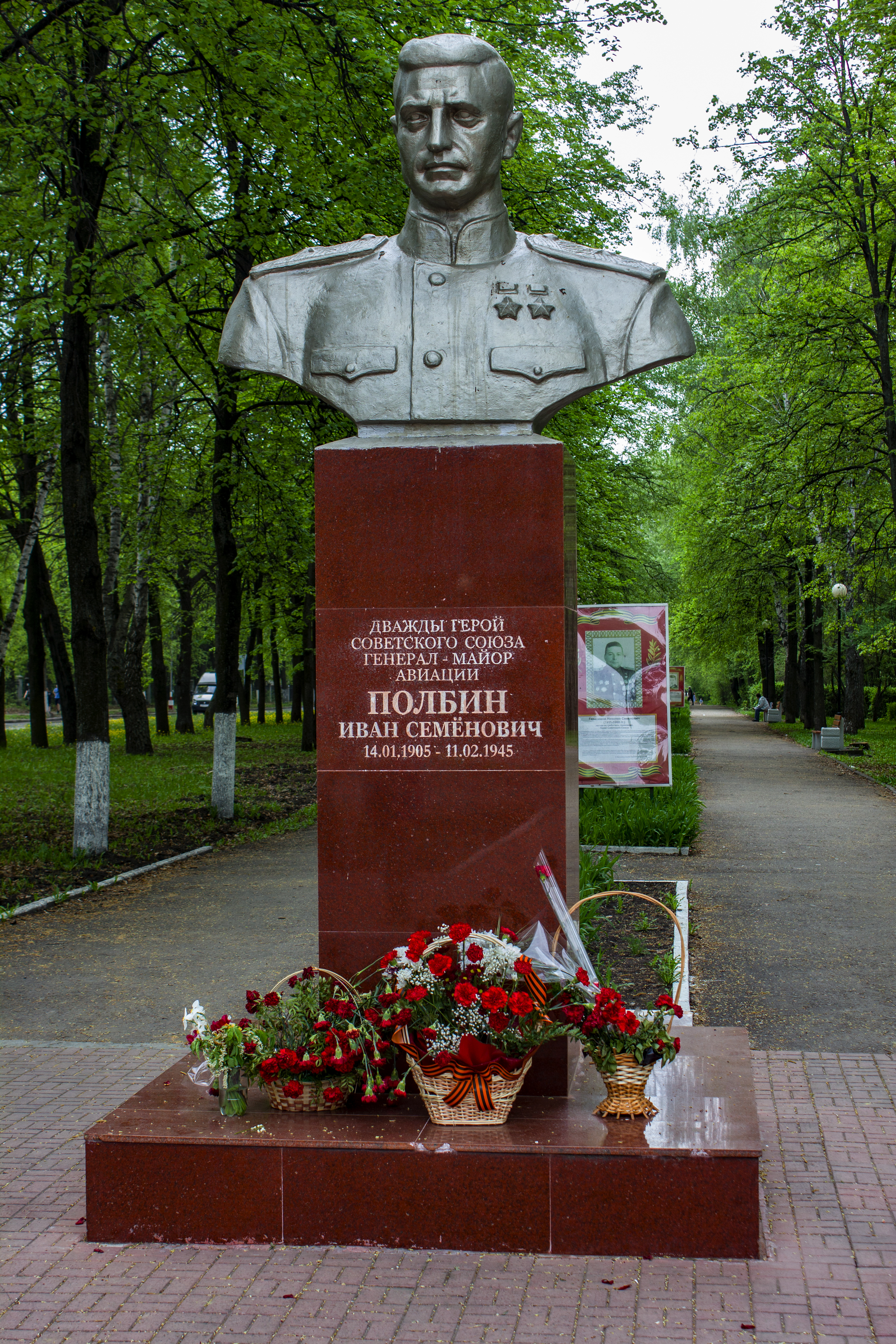
Busto en bronce de Iván Polbin en la calle que lleva su nombre en Uliánovsk (Rusia)

El 11 de febrero de 1945 murió en combate sobre Breslavia (hoy Wrocław) cuando el Pe-2 que pilotaba fue alcanzado por un proyectil antiaéreo lanzado desde un objetivo alemán mientras realizaba su cuarta pasada hacia el objetivo con mal tiempo. Sólo el artillero/operador de radio sobrevivió, ya que pudo lanzarse en paracaídas antes de que el avión se estrellara. El artillero fue capturado brevemente por las fuerzas enemigas, pero pronto fue liberado debido al avance de las tropas soviéticas.
Durante la guerra Polbin realizó un total de 158 misiones de combate, de las cuales noventa y dos las hizo a los mandos de un Túpolev SB, cincuenta y tres en el Pe-2, diez en el A-20 Boston y tres en el Pe-3.

## Promociones
- Mayor general de Aviación (25 de octubre de 1943)[9]

## Condecoraciones
A lo largo de su carrera militar fue galardonado con las siguientes condecoraciones:
|  | Héroe de la Unión Soviética, dos veces (23 de noviembre de 1942 y 6 de abril de 1945) |
|  | Orden de Lenin, dos veces (17 de noviembre de 1939 y 23 de noviembre de 1942)         |
|  | Orden de la Bandera Roja, dos veces (6 de noviembre de 1941 y 20 de enero de 1942)    |
|  | Orden de la Guerra Patria de 1.er grado (27 de agosto de 1943)                        |
|  | Orden de Bohdán Jmelnitski de 1.er grado (19 de agosto de 1944)                       |
|  | Orden de Suvórov de 2.do grado (22 de febrero de 1944)                                |
|  | Orden de la Estrella Roja (3 de noviembre de 1944)                                    |
|  | Medalla por la Defensa de Moscú (11 de noviembre de 1944)                             |
|  | Medalla por la Defensa de Stalingrado (1943)                                          |

## Memoria

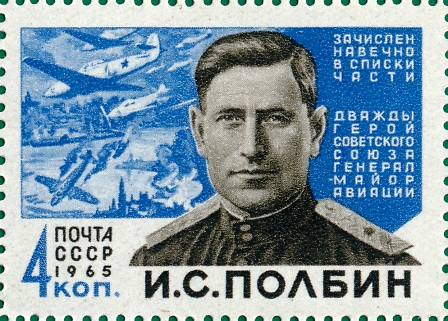
Sello de correos soviético de 1965 en honor del mayor general Iván Polbin

- En 1965, la Oficina de Correos de la URSS emitió un sello postal “I. S. Polbin”.
- Después de su muerte, la escuela número 43 de la ciudad de Uliánovsk (y el destacamento pionero de esta escuela) recibió el nombre de “escuela que lleva el nombre del dos veces Héroe de la Unión Soviética I. S. Polbin”[11]